# قوکاس مادویان
قوکاس مادویان (ارمنی: Ղուկաս Կարապետի Մադոյան؛ انگلیسی: Ghukas Madoyan؛ زاده ۱۵ ژانویه [سبک قدیمی: ۲ ژانویه] ۱۹۰۶ – درگذشته ۱۹۷۵) یک فرد نظامی اهل ارمنستان که سرهنگ دوم ارتش سرخ و قهرمان اتحاد شوروی بود.

## زندگی‌نامه
وی در در اوبلاست قارص به دنیا آمد و در جنگ داخلی روسیه در ارتش سرخ جنگدید. مادویان بار دیگر در سال ۱۹۴۰ به ارتش فراخوانده شد و در جنگ جهانی دوم خدمت نمود. وی در بخش عمومی و بخش تعاونی کار می‌کرد و در اوایل دهه ۱۹۳۰ به‌طور موقت به‌عنوان افسر به ارتش ملحق شد. پس از فارغ‌التحصیلی از آکادمی نظامی فرونزه مادویان به عنوان فرمانده هنگ منصوب شد. به خاطر هدایت گردانی در زمان دفاع از یک تقاطع ریلی کلیدی در اوایل سال ۱۹۴۳، در زمان بازپس‌گیری مجدد روستوف-نا-دونو، وی قهرمان اتحاد شوروی گشت. در اواخر ۱۹۴۴ در لهستان به شدت مجروح شد در نتیجه از ارتش معاف شد. پس از جنگ در حزب کمونیست ارمنستان (اتحاد شوروی) و به عنوان وزیر رفاه اجتماعی جمهوری شوروی سوسیالیستی ارمنستان خدمت نمود. وی در ۱۱ ژوئن ۱۹۷۵ در سن ۶۹ سالگی در ایروان درگذشت.

## نشان‌ها و افتخارات
همچنین برندهٔ مدال‌ها و نشان‌هایی همچون قهرمان اتحاد شوروی، مدال دفاع از استالینگراد، نشان خدمات برجسته (ارتش آمریکا)، و نشان لنین شده‌است.
- قهرمان اتحاد شوروی
- نشان لنین
- نشان الکساندر نوسکی
- Order of the Badge of Honor
- Medal for Courage
- Medal for Battle Merit
- نشان خدمات برجسته